# Aminata Savadogo
Aminata Savadogo (Riga, 16 gennaio 1993) è una cantante e flautista lettone. 
Ha rappresentato la Lettonia all'Eurovision Song Contest 2015 con la canzone Love Injected.

## Biografia

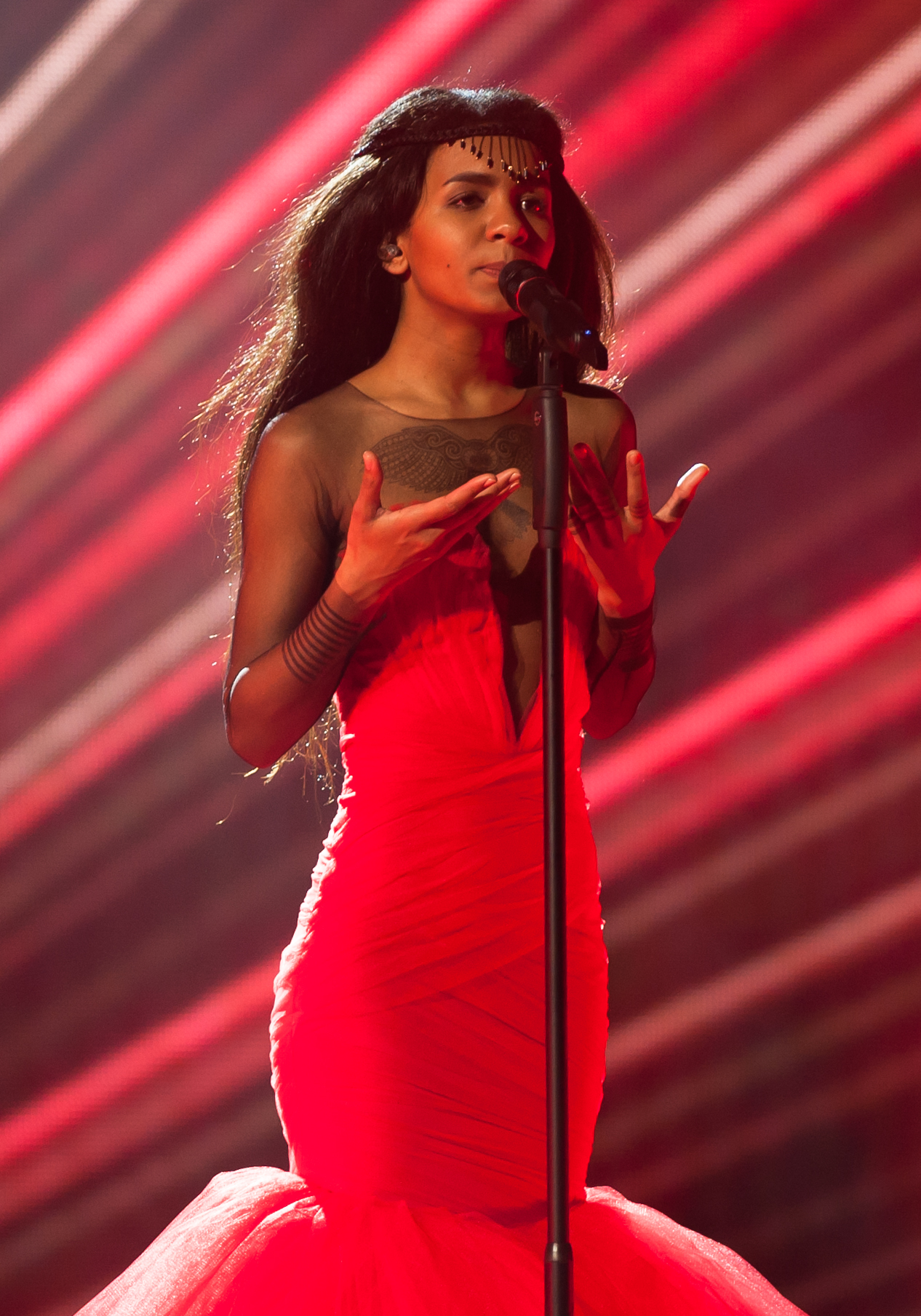
Aminata Savadogo durante la sua esibizione all'Eurovision Song Contest 2015

Nata da madre lettone di origine russa e padre del Burkina Faso, a partire dall'età di 15 anni è apparsa come cantante in vari show televisivi del suo Paese.
Nel 2014 ha partecipato al Dziesma, concorso canoro designante il rappresentante della Lettonia all'edizione di quell'anno dell'Eurovision Song Contest, piazzandosi al quinto posto con I Can Breathe. Il brano è stato pubblicato come singolo di debutto, al quale ha fatto seguito, nello stesso anno, Leave My Love Bleeding.
L'anno successivo ha partecipato all'analoga manifestazione, nell'occasione denominata Supernova, con il brano Love Injected, che è risultato vincitore.
L'8 aprile di quell'anno è stato pubblicato il suo primo album, Inner Voice, comprendente fra gli altri il pezzo Love Injected, che nel mese successivo è stato proposto dalla Savadogo all'Eurovision Song Contest in rappresentanza della Lettonia, e dove si è poi piazzato in sesta posizione.

### Vita privata
Ha frequentato la facoltà di Economia presso l'Università di Lettonia a Riga.

## Discografia

### Album
- 2015 – Inner Voice
- 2016 – Red Moon

### EP
- 2019 – Maiga Vara
- 2022 – Savvaļas Pusē

### Singoli
- 2014 – I Can Breathe
- 2014 – Leave My Love Bleeding
- 2015 – Love Injected
- 2015 – Bridges
- 2016 – Fighter
- 2016 – Red Moon
- 2017 – Your Arms
- 2017 – Prime Time
- 2018 – Zero Love
- 2018 – Last Dance (con Markus Riva)
- 2018 – Don't talk About It
- 2019 – Catching The Headlights
- 2019 – Pamet mani
- 2019 – Dzīvot Citādāk
- 2020 – Nejauc man pratu
- 2020 – Šis ir mans laiks
- 2020 – Visām likstām pāri
- 2021 – Acis sāļas
- 2021 – Uz neatklātām zvaigznēm
- 2022 – I'm Letting You Go

### Classifiche
| Anno | Singoli             | Posizioni massime | Posizioni massime | Posizioni massime | Posizioni massime | Posizioni massime | Posizioni massime | Album       |
| Anno | Singoli             | LAT               | AUT               | BEL               | BEL               | GER               | SVI               | Album       |
| Anno | Singoli             | LAT               | AUT               | Fiandre           | Vallonia          | GER               | SVI               | Album       |
| ---- | ------------------- | ----------------- | ----------------- | ----------------- | ----------------- | ----------------- | ----------------- | ----------- |
| 2015 | Love Injected       | 16                | 19                | 98                | 95                | 51                | 74                | Inner Voice |
| 2016 | Fighter             | 1                 |                   |                   |                   |                   |                   | Red Moon    |
| 2017 | Your Arms           | 7                 |                   |                   |                   |                   |                   | Red Moon    |
| 2017 | Prime Time          | 4                 |                   |                   |                   |                   |                   | —           |
| 2018 | Zero Love           | 36                |                   |                   |                   |                   |                   | —           |
| 2018 | Don't talk About It | 25                |                   |                   |                   |                   |                   | —           |
| 2019 | Pamet mani          | 5                 |                   |                   |                   |                   |                   | Maiga Vara  |
| 2019 | Dzīvot Citādāk      | 6                 |                   |                   |                   |                   |                   | Maiga Vara  |
| 2020 | Nejauc man pratu    | 6                 |                   |                   |                   |                   |                   | —           |